# Burgos (Pangasinan)
Burgos ist eine Stadtgemeinde in der philippinischen Provinz Pangasinan und liegt auf der Insel Luzon am Südchinesischen Meer. Durch die teilweise hügelige Landschaft fließt der Balingcaguen und einige seiner Zuflüsse. Die Gemeinde wurde nach dem philippinischen Nationalhelden Jose Burgos benannt.

## Bevölkerungsentwicklung
| Jahr | Einwohnerzahlen |
| ---- | --------------- |
| 1995 | 17.003          |
| 2000 | 18.142          |
| 2007 | 20.187          |
| 2010 | 18.315          |

## Baranggays
Burgos ist in folgende 14 Baranggays aufgeteilt:
| - Anapao - Cacayasen - Concordia - Ilio-Ilio - Papallasen - Poblacion - Pogoruac | - Don Matias - San Miguel - San Pascual - San Vicente - Sapa Grande - Sapa Pequeña - Tambacan |